# Raúl Rodríguez (football, 1937)
Pour les articles homonymes, voir Raúl Rodríguez.
Raúl Rodríguez (né le 13 février 1937 à Córdoba en Argentine) est un joueur de football argentin, qui évoluait au poste d'attaquant.

## Biographie
Raúl Rodríguez joue 11 matchs en Division 1 avec les Girondins de Bordeaux, inscrivant un but.